# Connector Berg

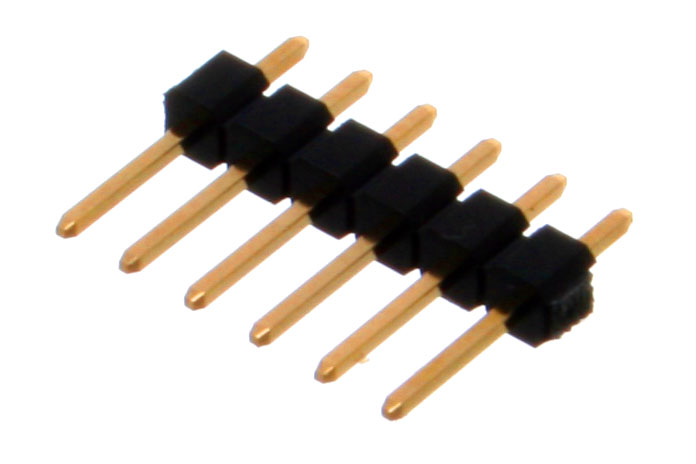
Connector Berg de 1x6 pins mascle

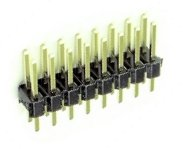
Connector Berg de 2x8 pins mascle

Un connector Berg (En anglès pin header) és un tipus de connector elèctric emprat en electrònica. Consta d'una o més files de pins mascle típicament espaiats 2,54 mil·límetres (0,1") entre si, però de vegades també s'utilitzen espaiaments de 2 mil·límetres (0,079") o de 1,27 mil·límetres (0,05").
Dins de l'entorn de l'electrònica a la distància entre pins se l'anomena generalment "pas", sent el més comú el pas de 2,54 mil·límetres (0,1")

## Usos
Hi ha molts tipus de connectors Berg. Alguns dels més coneguts són utilitzats en el món compatible IBM PC:
- Connectors Berg 4 clavilles polaritzat utilitzats per connectar unitats de disquet de 3,5 polzades, generalment es denomina simplement : "connector d'alimentació de disquet", però sovint es fa referència també com LP4.
- Connectors Berg de 2 pins utilitzats per connectar els llums del panell frontal, botó de turbo i botó de reinici a la placa mare
- Connectors de Bus de les plaques Arduino
- Connectors de Bus de les plaques Raspberry Pi

## Visió general

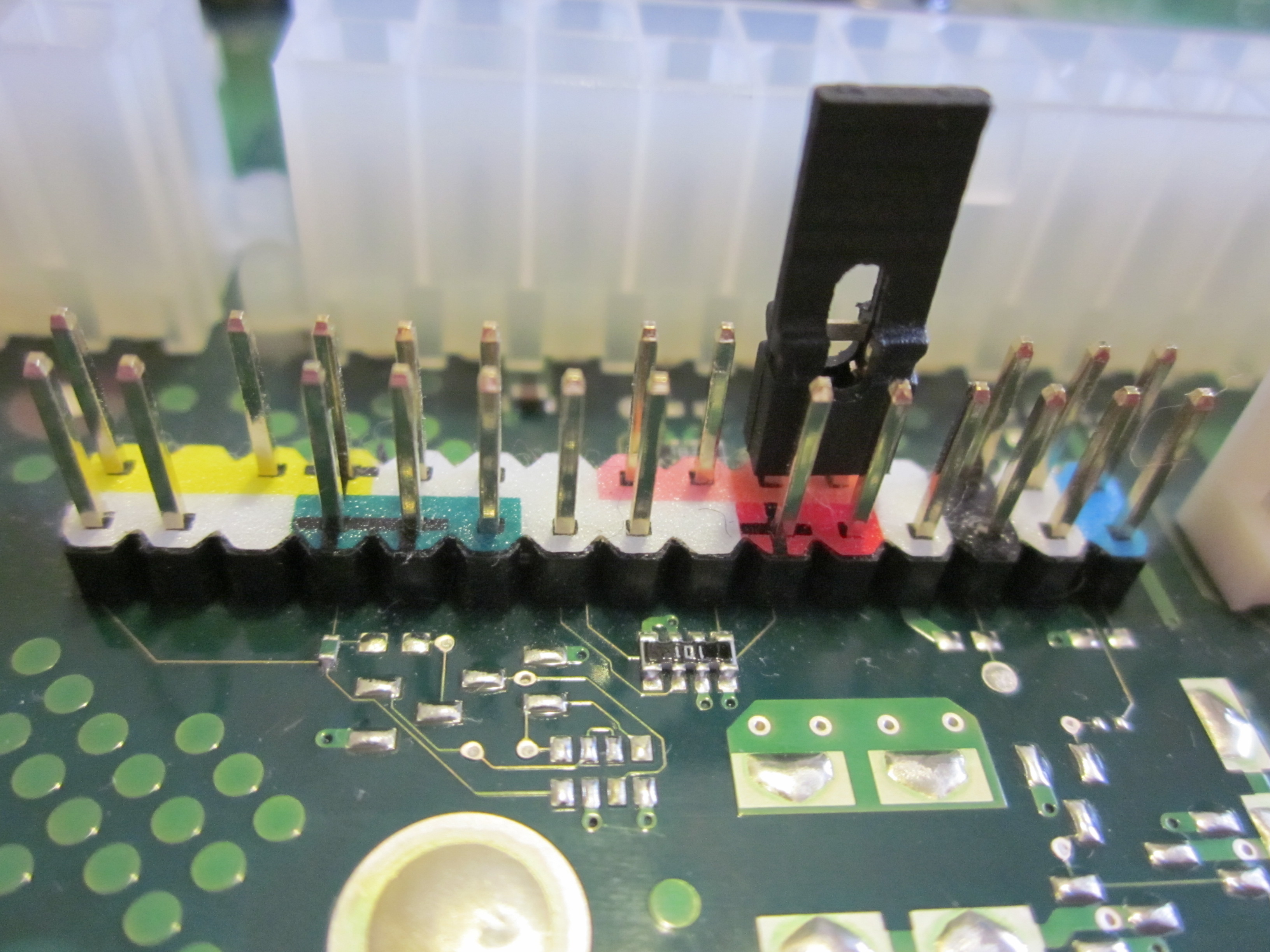
Connector Berg-2x15 pins en placa mare

Els connectors Berg estan sovint associats amb els connectors de cable, aquest tipus de connectors Berg sovint també es fan servir com a base per a posar jumpers. El pas més comú és de 0,1 polzades (2,54 mm), encara que el pas de 2 mil·límetres (0,079 in) s'utilitza de vegades en productes on hi ha menys espai.
Els connectors Berg són normalment "connectors" mascle (existeixen connectors femella, però aquests es denominen generalment "connectors de cable pla") i s'utilitzen principalment en l'interior de l'equip, en lloc d'utilitzar-se com un connector exterior al dispositiu.
Normalment els connectors Berg són per a la tecnologia de forats passants ((PTH), però també existeixen versions per superfície-tecnologia de muntanya (SMT) d'una i dues files de pins. En aquest últim cas, els punts de soldadura dels connectors simplement estan doblegats un angle 90 de graus a fi de poder ser soldats en superfície. En els connectors d'una sola fila, els pins es dobleguen alternant a un costat o l'altre, en els de dues fileres, els pins simplement es dobleguen cap a fora. si les connexions són opcionals, s'opta principalment pel PTH per facilitar l'acoblament manual.
Els connectors de filera de pins són rendibles per la seva simplicitat. Sovint es venen com tires llargues (típicament 40 o 50 pins per a les versions de doble filera) que es poden dividir fàcilment en el nombre correcte de pins.

## Connectors Berg protegits

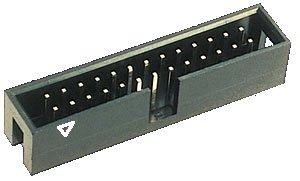
Connector Berg-2x13 amb una entall al plàstic protector, el triangle indica el PIN 1

Els connectors Berg amb una caixa de guia plàstica al voltant es coneixen com a "connectors Berg de caixa" o "Pin-Header" i normalment només s'utilitzen en combinació amb un connector de cable pla. Un "entall" (clau) a la caixa guia normalment impedeix col·locar el connector (polaritzat per un "bony" a un costat) de manera incorrecta.

## Clau de posiciò
lguns sistemes polaritzen o bloquegen la connexió dels connectors Berg amb alguna cosa que omple i bloqueja un dels orificis dels sòcols. el que va acompanyat de l'eliminació dels pins corresponents en el connector de filera de pins. Això impedeix tant la connexió incorrecta del cable (girat o saltant alguns dels parells) com l'ús del cable incorrecte en un altre connector.

## Numeració dels pins
En absència d'una marca de pin 1 en el connector, la placa pot tenir una marca per orientar. Sovint la base de soldadura al voltant de l'orifici del pin 1 a la placa és quadrada en lloc de rodona. Per als connectors de diverses files, el nombre de pin és més complex, ja que conèixer la ubicació del pin 1 no garanteix automàticament la numeració dels pins restants. Normalment, per als connectats a cables plans, els pins estan numerats, de manera que van linealment a través del cable. A causa de la forma en què el connector es connecta al cable, això vol dir que en una filera de dues files, els pins en una fila tenen números senars i els pins a l'altra fila tenen números parells.